# William Fowle Middleton
William Fowle Middleton, 1er baronnet (8 novembre 1748 - 26 décembre 1829) est un député anglais et haut shérif.

## Biographie

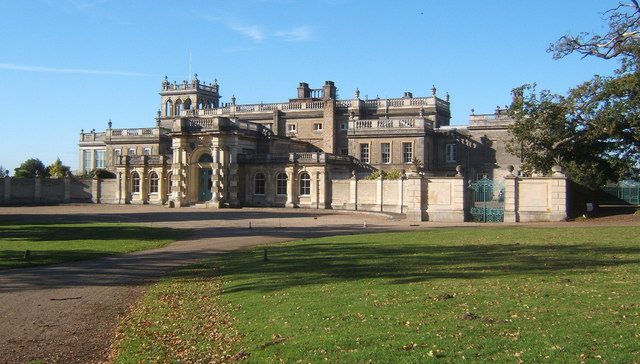
Shrubland Hall tel que remodelé par le 2e baronnet

Il est né William Middleton à Charleston, en Caroline du Sud, le fils aîné de William Middleton de Crowfield et le petit-fils d'Arthur Middleton, gouverneur par intérim de la Caroline du Sud. Il fait ses études à la Bury St Edmunds Grammar School et au Caius College de Cambridge et succède à son père en 1775.
Il est nommé haut shérif de Suffolk pour 1782-1783. En 1784, il est élu député d'Ipswich, siégeant jusqu'en 1790. Il est réélu pour la même circonscription de 1803 à 1806 et enfin pour Hastings en 1806. Il est créé baronnet en 1804.
Il achète Shrubland Hall à la fin des années 1700 et adopte en 1823 le nom supplémentaire de Fowle sous le testament de John Fowle de Broome, Norfolk.
Il épouse Harriot, la fille et héritière de Nathaniel Acton de Bramford Hall, Suffolk et avait 1 fils et 2 filles. Il est remplacé par son fils unique, William Fowle Middleton, 2e baronnet. Sa fille Sarah Louisa épouse Philip Broke, plus tard contre-amiral.